# Mariana Vieira da Silva
Mariana Guimarães Vieira da Silva (ur. 8 maja 1978 w Lizbonie) – portugalska polityk i socjolog, w latach 2019–2024 minister.

## Życiorys
Ukończyła socjologię w ISCTE – Instituto Universitário de Lisboa, po czym kształciła się na tej uczelni na studiach doktoranckich. Zajęła się działalnością badawczą w ramach CIES-IUL, specjalizując się m.in. w zagadnieniach z zakresu polityki zdrowotnej i edukacyjnej.
Związana z Partią Socjalistyczną, której aktywnym działaczem został również jej ojciec José Vieira da Silva. W latach 2005–2009 była doradczynią ministra edukacji. Następnie do 2011 pełniła funkcję zastępczyni sekretarza stanu przy premierze. W 2015 premier António Costa powierzył jej w swoim gabinecie stanowisko sekretarza stanu przy premierze. W lutym 2019 objęła urząd ministra do spraw prezydium rządu i modernizacji administracji.
W 2019, 2022, 2024 i 2025 z ramienia socjalistów uzyskiwała mandat posłanki do Zgromadzenia Republiki.
W październiku 2019 powołana na funkcje ministra stanu oraz ministra do spraw prezydium rządu w drugim gabinecie dotychczasowego premiera. W marcu 2022 została natomiast ministrem do spraw prezydium rządu w trzecim rządzie Antónia Costy. Zakończyła urzędowanie w kwietniu 2024.